# Apuntador (teatre)
L'apuntador o consueta és la persona que treballa amb una companyia de teatre i es dedica a ajudar els actors en una funció a dir les frases que no recorden en el moment en què les han de dir. L'apuntador es col·loca en el coverol o en un racó de l'escenari, on el públic no el pugui veure, amb el text de l'obra a mà. Alguns teatres no disposen de coverol i l'apuntador se situa als bastidors. Sempre ha d'estar pendent de tot, seguint en tot moment el text a mesura que els actors el van dient, i alhora fixar-se en el que fan els actors per poder-se adonar eficientment del moment en què han d'actuar.